# Impulzusszélesség-moduláció

Az impulzus időtartam moduláció - röviden PDM (pulse duration modulation) más néven impulzus hossz moduláció (PLM), impulzus szélesség moduláció (PBM), impulzus szélesség moduláció (PWM; az IEC 60050-ben elutasítva, angolul is) és az aluljáró módszer - a moduláció olyan típusa, amelyben egy műszaki változó (pl. elektromos feszültség) két érték között váltakozik. Ebben az eljárásban a négyszögletes impulzusok munkaköre állandó frekvenciával, azaz az azt alkotó impulzusok időtartamával modulálódik.

Az impulzusszélesség-moduláció egy példája: a vonalfeszültséget (kék) a moduláció impulzusok sorozatává alakítja, amely szinuszos hullámformát indukál (piros) a motor mágneses áramkörében. Az eredményül létrejövő hullámforma simaságát a modulált impulzusok szélessége és száma vezérli

## Moduláció
A tiszta impulzus időtartam modulált jelet például úgy állítjuk elő, hogy egy lineárisan növekvő vagy csökkenő jelet (háromszög vagy fűrészfog feszültség) hasonlítunk össze az analóg bemeneti jellel, annak értékétől függően rövid vagy hosszú ideig felette. A metszéspontokban a kimeneti jel két logikai szint között vált. A digitális jelhez hasonlóan tehát megvan az az előnye, hogy csak diszkrét - jelen esetben két - értéket vehet fel (lásd alább az alkalmazási területeknél), de a munkakapcsolata folyamatosan változó, azaz időben nem diszkrét.
Egy egyszerűbb lehetőség, ha egy asztabil flip-flop egyik időállandóját befolyásoljuk a bemeneti jellel. Mivel a másik időállandó nem változik arányosan, az impulzus időtartamának és a frekvenciamodulációnak a keverékét kapjuk, amelynek az alkalmazástól függően van jelentősége.

Megfelelő számláló/összehasonlító áramköröket használnak a PDM jel digitális adatokból történő előállítására (pl. motorvezérlés). Sok mikrokontroller már közvetlenül tartalmaz PDM modulokat, vagy megfelelő időzítő funkciókkal támogatja azok megvalósítását.

## Demoduláció
A PDM jelet általában egy aluláteresztő szűrőn keresztül demodulálják. Az így kapott demodulált technikai mennyiség megfelel a modulált mennyiség alatti terület egyenlő értékének és így átlagos magasságának, amelyet matematikailag az egész számú periódusra vonatkozó integrálból és az integrálás időtartamával osztva határoznak meg.
Az ilyen típusú moduláció szemléletes példája egy olyan kapcsoló, amellyel egy fűtési rendszert folyamatosan ki- és bekapcsolunk. Minél hosszabb a bekapcsolási idő az időszak időtartamához képest, annál nagyobb az átlagos fűtési teljesítmény. A fűtött épület hőmérséklete csak viszonylag lassan tudja követni a be- és kikapcsolási folyamatot; a termikus tehetetlensége a demodulációhoz szükséges aluláteresztő viselkedést eredményezi.

## Alkalmazási területek
Az impulzusidő-modulációt információátvitelre használják, emellett gyakran egy műszaki rendszerben az energiaátalakítás vezérlésére is.
Méréstechnika
Az impulzusidő-modulációt gyakran használják az érzékelők analóg mérési értékeinek hosszú vezetéken vagy rádión keresztül történő továbbítására. Mivel a hosszú vezetékeken feszültségesés lép fel, az információ feszültségszint formájában történő továbbítása hamisítást eredményezne. Impulzusidő-modulációval történő adás esetén elegendő, ha a vevő még meg tudja különböztetni az 1. és a 0. szintet. Ugyanez vonatkozik a rádiós átvitelre is, ahol a vétel intenzitását számos környezeti tényező befolyásolja.
Vezérlési technológia
A szinuszos hullámforma (zöld) átalakítható az alább rózsaszínben látható PDM jellé, ha összehasonlítjuk egy fűrészfog alakú jellel (kék): Minden PDM-impulzus esetében a fűrészfogas rámpa végigfut a teljes értéktartományon - megfelelően inert terheléseknél a PDM-feszültséggörbe szinuszos feszültségként viselkedik.
Az analóg jelek digitális útvonalon történő továbbításához egy kapacitás vagy induktivitás, pl. egy motor vagy egy tekercs simító aluláteresztő hatását használjuk fel, hogy azt impulzussorozat segítségével vezéreljük. Ily módon a csak kapcsolt jelek előállítására képes digitális áramkörök (pl. mikrokontrollerek) analóg eszközök (motorok, fűtőberendezések stb.) vezérlésére használhatók.
A vezérlőeszköznek nem feltétlenül kell magának a digitális eszköznek lennie. Például a szervók vezérléséhez (a beállított érték továbbításához) egy analóg értéket egy forgópotenciométerrel modulálnak, majd a szervóban újra demodulálják. Általában ezt akkor alkalmazzák, ha az analóg jelek előnyei (nagy felbontás, egyszerű, robusztus és zavarállóbb technológia) és a digitális jelek előnyei (állandóság, egyszerű, hatékony erősítés) egyaránt szükségesek.
A PDM-en keresztüli vezérlés az újabb ház és a CPU ventilátorok sebességének módosítására szolgál.
Egy másik alkalmazási példa a PDM vezérléssel történő fényerőszabályozás. Ezt a technikát különösen a fénykibocsátó diódák (LED-ek) esetében alkalmazzák, mint például a mobiltelefonok háttérvilágításában, vagy az újabb gépjárművek pilótafülke kijelzőiben vagy féklámpáiban. Megfelelően rövid bekapcsolási és kikapcsolási idő esetén az emberi szem csak az átlagos fényerősséget érzékeli, így ez lineárisan szabályozható az üzemidővel. Fontos, hogy a kapcsolási frekvenciát kellően magasra állítsuk be (pl. 10 kHz), hogy a szem ne érzékeljen fényerő-ingadozást (villódzást), még gyors mozgás közben sem. Magas kapcsolási frekvenciákon az egyetlen impulzus energiája is kicsi marad a kibocsátó chip hőkapacitásához képest. Az alkatrész rövid távú csúcshőmérséklete az impulzus alatt ezért közel marad a PDM jel átlagos teljesítményének megfelelő hőmérséklethez magas kapcsolási frekvenciákon. Ez különösen előnyös az olyan hőmérséklet-érzékeny terheléseknél, mint például a nagy teljesítményű fénykibocsátó diódák. A LED-ek meghajtásakor nem kívánatos az aluláteresztő szűrés, mivel a szín és a hatékonyság áramfüggő, és a fényerő erősen nem lineárisan függ az üzemi áramtól.
Teljesítményelektronika
A PDM segítségével a feszültség középértéke folyamatosan csökkenthető az üzemidővel arányosan. A csökkentett feszültség beállítása viszonylag kis fogyasztás mellett lehetséges, mivel a megszakítók (a váltási pillanatok kivételével) csak két állapotban működnek: Full-break (csak szivárgási áram teljes feszültség mellett) vagy full-through (csak előremenő feszültség teljes áram mellett). Ez azt jelenti, hogy a PDM a teljesítményelektronikában is fontos.
Alkalmazási területek: egyenáramú vezérlők, frekvenciaváltók vagy elektromotorok, inverterek ellenállás ponthegesztéshez, fűtőelemek, fényerőszabályozók, kapcsoló tápegységek, D-osztályú erősítők és elektronikusan kommutált ventilátorok.
Analóg-digitális átalakító
Impulzus időtartam mérése számlálással
Az impulzus időtartam modulált jelet közvetlenül digitális elektronikával lehet feldolgozni, például bináris számláló és magasabb frekvenciájú számláló óra segítségével. Az impulzus időtartamának rögzítéséhez a számlálót a pozitív élnél 0-ra kell állítani, és a negatív élnél le kell olvasni (N1 érték). Az impulzusperiódus időtartamának állandónak kell lennie, lehetőleg ugyanabból a számlálóórából származtatva, N2-ig számolva.
Hasonló eljárást alkalmaznak például a PC-k hangkártyáján a joystick (vezérlőpálca) csatlakozásánál (itt az impulzus kezdete a programból származik).
Digitális-analóg átalakító
A digitális-analóg átalakítókat a méréstechnikában és a hanggenerálásban is használják, például a szintetizátorokban vagy a CD-lejátszókban.
Híradástechnika
Az impulzusidő-modulációt fizikai mennyiségek vezeték nélküli továbbítására (telemetria) és nagy adókban az amplitúdómoduláció energiatakarékos előállítására használják.

## Előállítás
Analóg jelekből
Analóg komparátort használó impulzusidő-modulátor
A PDM jel analóg komparátorral is előállítható az analóg jel és egy megfelelő vivőjel összehasonlításával, amint azt a mellékelt kapcsolási rajz mutatja, ahol fűrészfog és háromszög jeleket használnak elsősorban modulációs jelként:
Emelkedő fűrészfog jel (modulált hátráló él): A kapcsolási funkció vezető éle (emelkedő él) rögzített, a hátráló él (csökkenő él) pozíciója modulált.
Csökkenő fűrészfog jel (elülső él modulált): A kapcsolási funkció elülső élének pozíciója modulált, az elülső él pedig rögzített marad.
Háromszögjel szimmetrikus modulációhoz: Ennél a modulációs típusnál a kapcsolási függvény mindkét élének pozícióját modulálják. Ha a beállítási pont csak kis mértékben változik egy vivőperióduson belül, a két kapcsolási él megközelítőleg szimmetrikus a háromszögjel csúcsaira.
Egy másik lehetőség az impulzus időtartam moduláció létrehozására egy multivibrátor, amelyben a munkakapcsolás egy változó ellenállással vagy kondenzátorral változtatható.
Az impulzus időtartamának meghatározásához feltételezzük, hogy a modulálandó jel számtani középértékének egy impulzusperiódusban pontosan meg kell felelnie a PDM-impulzussorozat egyenlő értékének. Mindkét funkciósorozat (analóg jel és PDM jel) tehát egy impulzusintervallumban egy feszültségjellel azonos feszültség-idővel rendelkezik.
Digitális jelekből
Megfelelő számláló/összehasonlító áramköröket használnak a PDM jel digitális adatokból történő előállítására (pl. motorvezérlés). Sok mikrokontroller már közvetlenül tartalmaz PDM modulokat, vagy megfelelő időzítő funkciókkal támogatja azok megvalósítását. A fent leírt analóg-digitális átalakítóval megfordítva az N1 és N2 értékeket egy adott órajelfrekvenciához adjuk meg, ahol a t1 impulzus időtartamát és a t2 periódus időtartamát állítjuk be.

## Gyakorlati problémák
A PDM-módszer gyakorlati alkalmazásakor jelentős problémát jelent a felharmonikusok kialakulása. Ezek a modulációs frekvencia többszöröseként alakulnak ki, és a PDM által vezérelt induktivitásokban nemkívánatos mellékhatásokhoz vezethetnek, mint például zajkeltés, melegedés és elektromágneses kompatibilitási problémák. Ez egy csatlakoztatott kondenzátorral történő kompenzálással vagy a PDM modulációs frekvenciájának megváltoztatásával orvosolható. Tipikus alkalmazások, amelyek szintén foglalkoznak ezzel a problémával, a frekvenciaváltók és a chopperek vezérlése.

## Az impulzusszélesség-moduláció előnyei
A PDM jel előnye, hogy két feszültségszintből (alacsony és magas szint) áll. A PDM-generátor bipoláris vagy MOS-tranzisztorok vagy IGBT-k segítségével történő áramköri-technikai megvalósításával ezek - ellentétben a folyamatosan (analóg) változó feszültségű generátorral - kis veszteségű kapcsolási üzemmódban működhetnek. A négyszögjel két feszültségszintje két logikai szintnek felel meg, de ezek nem egy bináris kód számjegyeit jelentik. Az információt az analóg impulzus időtartamának aránya tartalmazza. A jelerősítők az alsó kilohertzes tartományban a PDM frekvenciákon akár a felső kilowattos tartományba is megvalósíthatók. Az elektronikában a PDM elvén alapuló erősítőket D-osztályú erősítőknek (digitális erősítőknek) nevezik.